# Alissa Jung
Alissa Jung (ur. 30 czerwca 1981 w Münster) – niemiecka aktorka teatralna i telewizyjna.

## Życie prywatne i kariera
Jest córką Burkharda Junga – polityka SPD oraz burmistrza Lipska. Studiowała medycynę.
W latach 1992–1999 była członkinią młodzieżowego zespołu pracującego w stacji telewizyjnej MDR i uczestniczyła w dubbingowaniu filmów i seriali dziecięcych. W 1996 zaczęła występować w teatrze, zagrała m.in. w lipskim Teaterhaus Schile (w Antygonie) oraz w Schauspiel Leipzig. W tym samym roku została zauważona przez producentów telewizyjnych, a w latach 1998–2001 grał w serialu Freunschaft produkcji ARD. Sukces przyniosła jej rola Nelly w serialu Sat.1 Schmetterlinge im Bauch (Motyle w brzuchu), a międzynarodową popularność zapewniła jej rola Marii w dwuczęściowym filmie Name war Maria.
W 2008 zainicjowała kampanię „Schulen für Haiti” (pol. Szkoły dla Haiti), która jest skierowana do haitańskich dzieci i młodzieży z biednych dzielnic stolicy Port-au-Prince i realizowana jest w dwu szkołach. W 2015 została przewodniczącą stowarzyszenia „Pen Paper Peace”.
W 2006 rozstała się z partnerem, Janem Hahnem, z którym ma dwoje dzieci.

## Filmografia
- 1998–2005: In aller Freundschaft (63 odcinki) – jako Alina Heilmann
- 2000: Küss mich, Frosch (film telewizyjny)
- 2001: Besuch aus Bangkok (film telewizyjny) – jako Melanie Köhlemann
- 2002: Erster Engel (film krótkometrażowy)
- 2002–2003: Körner und Köter (9 odcinków)
- 2003: SOKO Köln (serial tv, jeden odcinek) – jako Nina Hartwig
- 2004: SOKO Leipzig
- 2004: Hallo Robbie!
- 2004: Die Wache – główna rola
- 2005: Die Rettungsflieger
- 2006: Der erste Engel
- 2006–2007: Schmetterlinge im Bauch pol. Miłość puka do drzwi  (123 odcinki) – jako Nelly (główna rola)
- 2007: Frühstück mit einer Unbekannten – (film telewizyjny)
- 2007: Kommissar Stolberg
- 2007: SOKO Wismar – główna rola
- 2008: Im Tal der wilden Rosen
- 2008: Inga Lindström seria telewizyjna – Hochzeit in Hardingsholm
- 2008: Griechische Küsse (film telewizyjny) – jako Vanessa
- 2008: Alarm für Cobra 11 – Leben und leben lassen (serial tv) – jako Janine Ritter
- 2009: Küstenwache – Grausame Täuschung
- 2010: SOKO Köln – Entführt (serial tv, jeden odcinek) – jako Eva Winter
- 2010: Tatort – Der Polizistinnenmörder – serial tv
- 2010: Schafe zählen
- 2010: Rosamunde Pilcher – seria telewizyjna – Wenn das Herz zerbricht – jako Jessica Marsh
- 2010: Des Kaisers neue Kleider – Nowe szaty Cesarza – film kinowy – jako Maja
- 2011: Im Brautkleid meiner Schwester (Bliźniaczki – polska premiera 2012) – film – w podwójnej roli jako siostry bliźniaczki Sina oraz Sophie
- 2012: Maria z Nazaretu („Maria di Nazaret”) – (miniserial tv) – jako Maria
- 2012: Open my Eyes – film kinowy prod. angielskiej
- 2012: Zweisitzrakete – film kinowy produkcji austriackiej
- 2013: Heiter bis tödlich: Morden im Norden – Auf Herz und Nieren – serial tv
- 2014: Die Familiendetektivin – Brüderchen und Schwesterchen – serial tv
- 2014: Alarm für Cobra 11 – Lackschäden (serial tv) – jako Leonie Godes
- 2014: Die Bergretter – Gefangen im Eis – seria tv
- 2015: Bettys Diagnose – Fieber – serial tv
- 2015: SOKO 5113 – Die Kinder der Agathe S.
- 2015: Einfach Rosa – Die Hochzeitsplanerin – serial telewizyjny